# Sega Astro City
Cet article concerne la borne d'arcade de Sega. Pour la série de comics, voir Astro City.

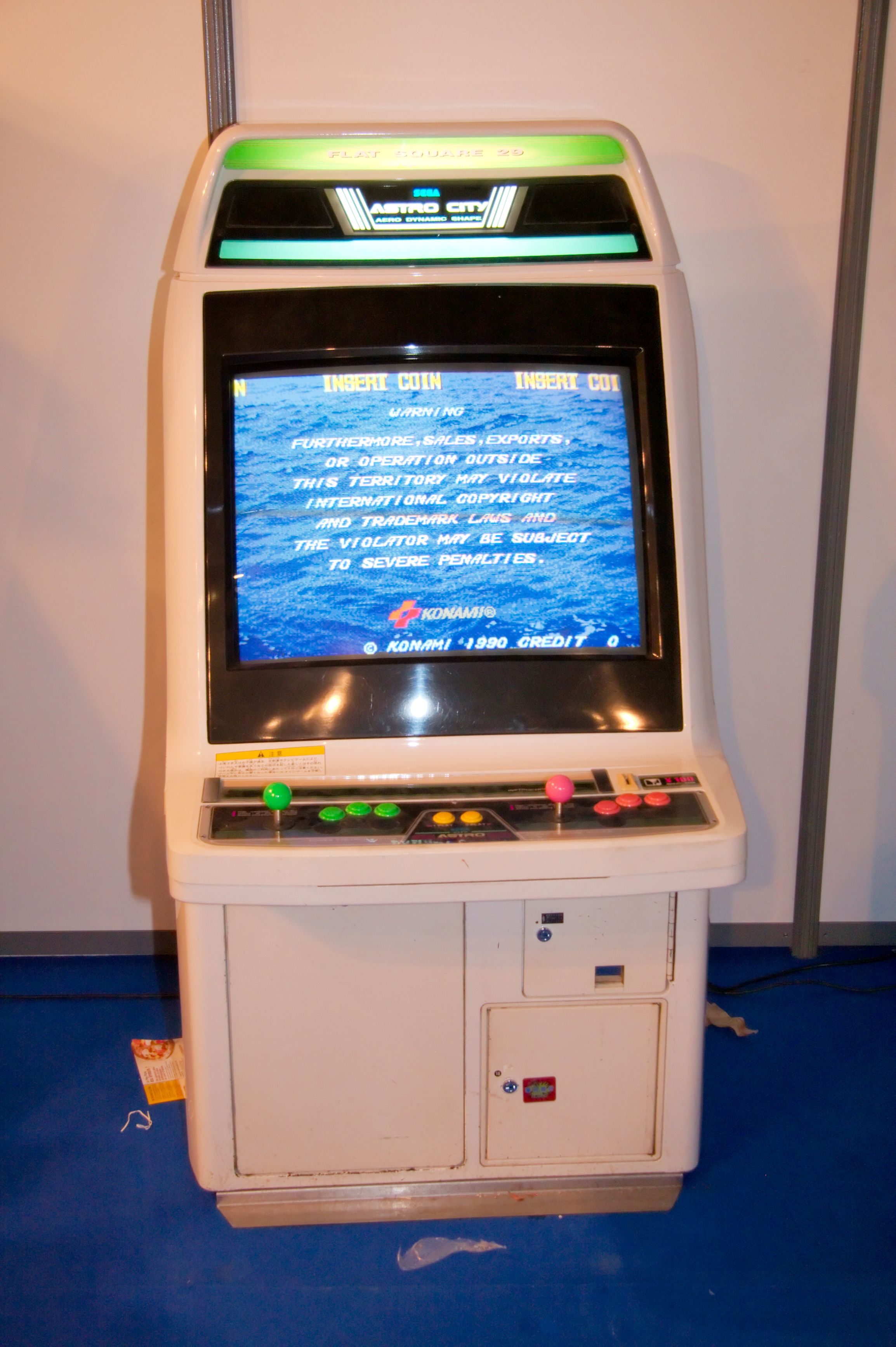
Borne Sega Astro City.

L'Astro City (アストロシティ) est une borne d'arcade de Sega sortie dans les salles d'arcade japonaises en 1993. Elle succède à la borne d'arcade Sega Aero City, alors âgée de 5 ans.
La Sega Astro City se caractérise par des formes et des angles plus arrondis et des flancs légèrement bombés. Son coloris varie entre le blanc, le vert, le noir et le rose. La borne est faite d'une coque en epoxy "Pentam". Le piètement est constitué d'une paire de patins extensibles et d'une base en acier inoxydable. Deux roues arrière de 50 mm permettent de déplacer la borne. Trois portes en acier permettent d'accéder en façade au monnayeur, au panier de réception de la monnaie et à la connectique JAMMA.
L'Astro City a été fabriquée à plusieurs milliers d'exemplaires. Elle fut l'une des bornes d'arcade les plus exploitées au Japon et reste encore exploitée de nos jours lors de tournois dédié à d'anciens jeux de combat.

## Innovations par rapport aux séries antérieures
- Écran Flat square de 29 pouces (environ 74 cm)
- Amélioration des réglages liés à la géométrie et à la luminosité.
- Haut-parleurs stéréo.
- Bloc d'alimentation plus puissant.
- Ergonomie.

## Dimensions
- Hauteur : 144,5 cm
- Largeur : 75 cm
- Profondeur : 90,5 cm
- Poids : 93 kg

## Écran
- Toshiba

## Platine
- Eizo-Nanao MS8-29 (MS9-29 pour la New Astro City).

## Évolutions
La Sega Astro City a connu une évolution chronologique :
- Astro City 2 (1993). Elle possède des enceintes de qualité supérieure. Sa coque arrière possède un volume plus important car elle accueille en son sein un écran prenant davantage de place en profondeur.
- New Astro City (1994). Elle a servi de vitrine technologique pour la promotion du Sega Model 2 permettant d’héberger Virtua Fighter 2. Esthétiquement, la seule différence se remarque à la forme de la coque qui loge les enceintes.
- Tecmo New Astro City (1995). Sega a vendu une partie de la licence "Astro City" et de sa production à Tecmo. La Tecmo New Astro City est identique à la Sega New Astro City, à l'exception de l'intitulé Tecmo qui remplace celui de son prédécesseur.